# Östra Tommarp

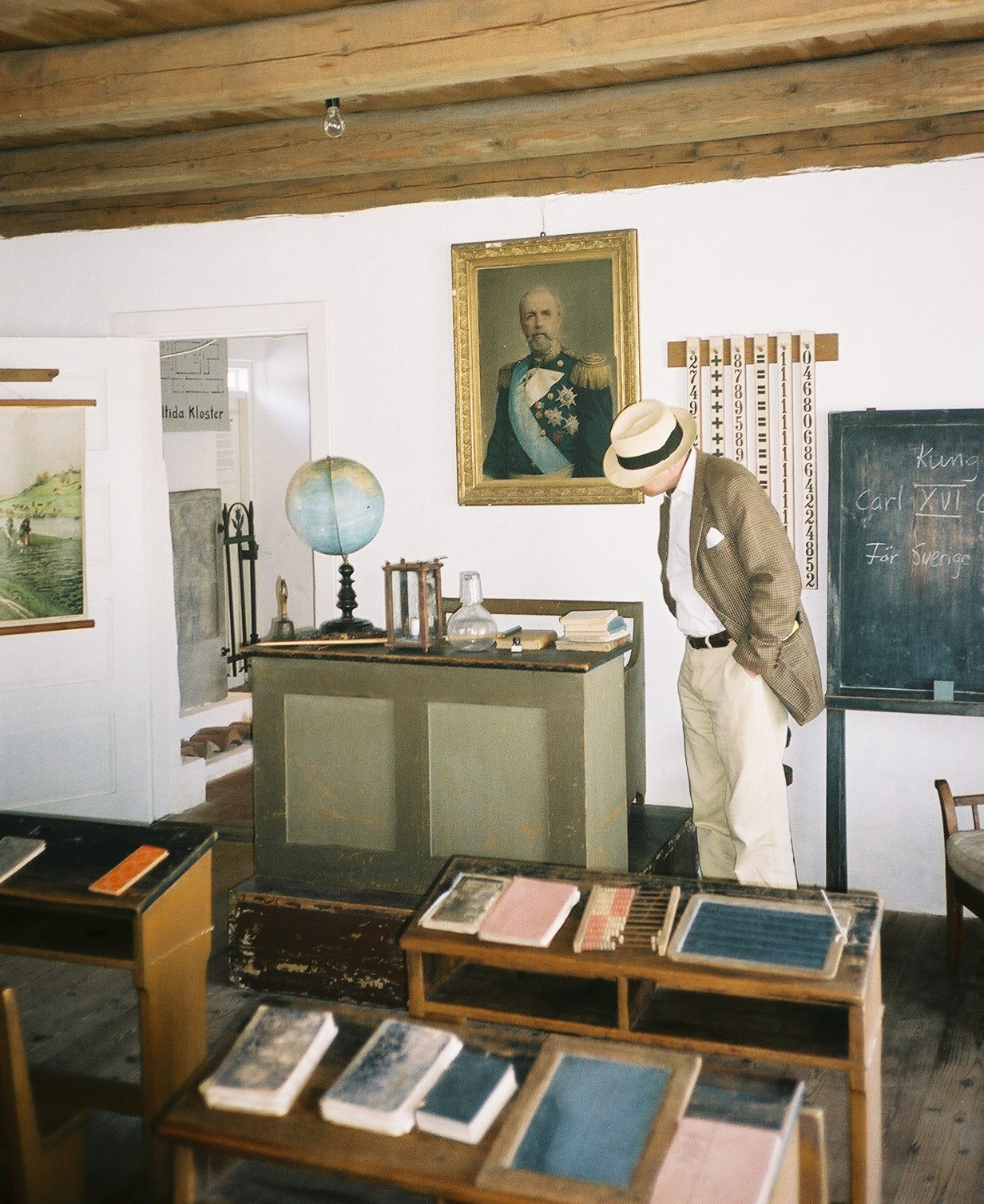
Interiör från skolmuseet i Östra Tommarp.

Östra Tommarp är en tätort i Simrishamns kommun i Skåne län och kyrkby i Östra Tommarps socken, belägen på Österlen åtta kilometer väster om Simrishamn vid Riksväg 11. 

## Historia
Under medeltiden var Östra Tommarp (eller Tumathorp som orten hette då) huvudort i regionen, med egen myntutgivning, ett större kloster, hospital och ett flertal kvarnar. På 1100-talet grundades klostret i Tumathorp av premonstratensorden. Staden utvecklades till ett religiöst och ekonomiskt centrum, vilket fick stor betydelse för utvecklingen av lantbruk, kreatursavel och trädgårdsodling.
Med tidens mått mätt var Tumathorp under medeltiden en ganska betydelsefull dansk stad. Tumathorps och klostrets storhetstid sträckte sig fram till en större brand 1304. En annan orsak till att det gick sämre för Tumathorp på 1400-talet var Hansan. Simrishamn, med sitt läge vid kusten, övertog stadens roll som handelsplats. När Tumathorp förlorade stadsprivilegierna år 1537 i och med den danska reformationen, motade de lokala bönderna bort den siste munken 1570 och klostret förföll. 
Vissa menar att Tumathorps nedgång även hade att göra med att Tommarpsåns flöde minskade, så att den inte längre var farbar med större farkoster. Andra menar att Tommarpsån historiskt sett aldrig har haft tillräckligt flöde för att den skulle ha varit farbar med större transportmedel än små ekor.
Strax söder om Östra Tommarps kyrka finns lämningarna av Tommarps kloster. Där ligger också ett skolhus från 1700-talet som nu är skolmuseum. I förhållande till den medeltida stadens läge i anslutning till Tommarpsån har byn nu flyttat sin tyngdpunkt norrut mot järnvägen.
Runt förra sekelskiftet var Tommarp, fram till ca 1910 Tomarp, en station längs Malmö-Simrishamns järnväg (den järnväg som gick via Tomelilla). Senare under 1900-talet lades denna järnväg ner.
Sedermera kom Tommarp att bli en hållplats för Österlenaren som gick mellan Simrishamn och Ystad. När denna byttes ut mot pågatåg år 2003 lades Tommarps hållplats ned och tågen slutade stanna på orten.
Fram till omläggningen av väg 11, 1967−69, då vägen passerade genom byn, fanns ett flertal butiker utmed Storgatan. Beklädnadsaffärer, köttaffär, kafé, kemikalieaffär med mera. Efter omläggningen upphörde de flesta verksamheter fram till 1970.[källa behövs] Den lokala livsmedelsaffären stängde i och med omläggningen av järnvägen 2003 då Östra Tommarp förlorade sin hållplats för tåg.[källa behövs]

### Befolkningsutveckling
| Befolkningsutvecklingen i Östra Tommarp 1960–2020      | Befolkningsutvecklingen i Östra Tommarp 1960–2020 | Befolkningsutvecklingen i Östra Tommarp 1960–2020 | Befolkningsutvecklingen i Östra Tommarp 1960–2020 | Befolkningsutvecklingen i Östra Tommarp 1960–2020 |
| ------------------------------------------------------ | ------------------------------------------------- | ------------------------------------------------- | ------------------------------------------------- | ------------------------------------------------- |
|                                                        |                                                   |                                                   |                                                   |                                                   |
| År                                                     |                                                   |                                                   | Folkmängd                                         | Areal (ha)                                        |
| 1960                                                   | 1960                                              |                                                   | 406                                               |                                                   |
| 1965                                                   | 1965                                              |                                                   | 390                                               |                                                   |
| 1970                                                   | 1970                                              |                                                   | 338                                               |                                                   |
| 1975                                                   | 1975                                              |                                                   | 320                                               |                                                   |
| 1980                                                   | 1980                                              |                                                   | 324                                               |                                                   |
| 1990                                                   | 1990                                              |                                                   | 301                                               | 49                                                |
| 1995                                                   | 1995                                              |                                                   | 335                                               | 50                                                |
| 2000                                                   | 2000                                              |                                                   | 304                                               | 50                                                |
| 2005                                                   | 2005                                              |                                                   | 279                                               | 50                                                |
| 2010                                                   | 2010                                              |                                                   | 284                                               | 49                                                |
| 2015                                                   | 2015                                              |                                                   | 291                                               | 66                                                |
| 2020                                                   | 2020                                              |                                                   | 281                                               | 71                                                |
| Anm.: Namnändring 1965 från Tommarp till Östra Tommarp |                                                   |                                                   |                                                   |                                                   |

## Samhället
Östra Tommarps kyrka ligger här.
I Östra Tommarp finns Skånefrö, JHL (Järrestads Härads Lantmannaförening) med byggvaruhus, växtcenter och spannmålsmottagning, Kakelhuset, Bed&Breakfast "Brodala Gård" med konstgalleri, konstgalleriet "Konst&Sånt" och en antikvitetsaffär.

## Kommunikationer
Östra Tommarp ligger intill Riksväg 11 och strax norr om Riksväg 9. 
Skånetrafikens buss Skåneexpressen 5 till Lund och Simrishamn, har hållplats precis vid väg 11 utanför byn. Detsamma gäller regionbusslinje 570 mot Ystad och Simrishamn – denna hållplats ligger dock en aning längre bort i anslutning till väg 9.

## Kända personer från Östra Tommarp
- Henrik Wranér